# Вилчелеле-Буне
Вилчелеле-Буне (рум. Vâlcelele Bune) — село у повіті Хунедоара в Румунії. Входить до складу комуни Бретя-Ромине.
Село розташоване на відстані 274 км на північний захід від Бухареста, 27 км на південний схід від Деви, 132 км на південь від Клуж-Напоки, 141 км на схід від Тімішоари.

## Населення
За даними перепису населення 2002 року у селі проживали 463 особи. Рідною мовою 461 особа (99,6%) назвала румунську.
Національний склад населення села:
| Національність | Кількість осіб | Відсоток |
| -------------- | -------------- | -------- |
| румуни         | 455            | 98,3%    |
| цигани         | 6              | 1,3%     |